# Кубок Бразилии по теннису
Кубок Бразилии — женский профессиональный международный теннисный турнир, проходивший во Флорианополисе (Бразилия) на грунтовых и хардовых кортах с 2013 по 2016 год. Относился к международной серии WTA с призовым фондом 250 тысяч долларов и турнирной сеткой, рассчитанной на 32 участницы в одиночном разряде и 16 пар.

## Общая информация
В рамках популяризации и развития спорта в Бразилии на рубеже первого и второго десятилетий XXI века, местные бизнесмены приобрели лицензии на проведение этапов мировых серий по различным видам спорта. Первым серьёзным успехом местных властей стал выигрыш тендера на право проведения летней Олимпиады, а следом в различных городах страны стали всё чаще проводиться этапы различных кубков мира по олимпийским видам спорта, которые до того много лет не посещали Бразилию и где местные спортсмены в этот период могли мало чем похвастаться.
В 2013-м году настало время возвращения в страну и крупнейших соревнований женского профессионального тура. Первым право проводить соревнование WTA получил крупнейший город штата Санта-Катарина: Флорианополис, до того больше известный как место проведения зональных турниров Кубка Федерации и небольших турниров ITF. По договорённости с WTA в качестве покрытия для кортов был выбран не традиционный для Южной Америки красный грунт, а стандартный в то время хард. Впрочем уже в 2015 году приз был сдвинут на июльскую часть календаря, сменив игровое покрытие на грунт.
Победительницы и финалистки
Победительницами двух первых розыгрышей турнира в парном разряде стали Анабель Медина Гарригес и Ярослава Шведова.

## Финалы турнира
| Год  | Чемпионка          | Финалистка        | Счёт        |
| ---- | ------------------ | ----------------- | ----------- |
| 2016 | Ирина-Камелия Бегу | Тимея Бабош       | 2-6 6-4 6-3 |
| 2015 | Тельяна Перейра    | Анника Бек        | 6-4 4-6 6-1 |
| 2014 | Клара Закопалова   | Гарбинье Мугуруса | 4-6 7-5 6-0 |
| 2013 | Моника Никулеску   | Ольга Пучкова     | 6-2 4-6 6-4 |

| Год  | Чемпионки                                        | Финалистки                                | Счёт              |
| ---- | ------------------------------------------------ | ----------------------------------------- | ----------------- |
| 2016 | Людмила Киченок Надежда Киченок                  | Тимея Бабош Река-Луца Яни                 | 6-3 6-1           |
| 2015 | Анника Бек Лаура Зигемунд                        | Мария Иригойен Паула Каня                 | 6-3 7-6(1)        |
| 2014 | Анабель Медина Гарригес (2) Ярослава Шведова (2) | Франческа Скьявоне Сильвия Солер Эспиноса | 7-6(1) 2-6 [10-3] |
| 2013 | Анабель Медина Гарригес Ярослава Шведова         | Энн Кеотавонг Валерия Савиных             | 6-0 6-4           |